# 蓋茨冰架

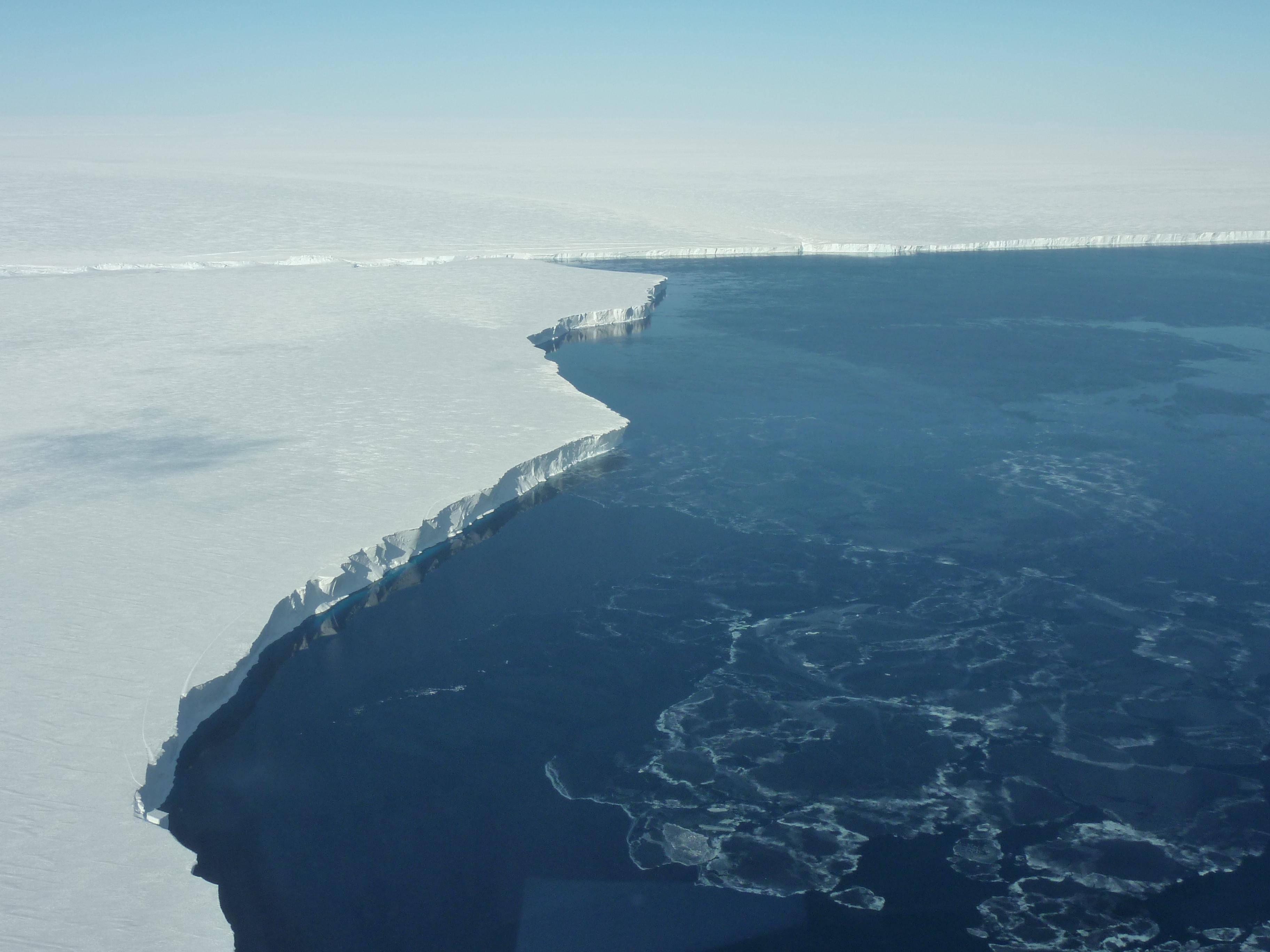

蓋茨冰架（英語：Getz Ice Shelf）是南極洲的冰架，位於瑪麗伯德地，處於錫普爾島以西，長500公里、寬30至100公里，該冰架在1940年12月被美國探險隊發現，美國海軍在1946至1947年間調查該冰架的詳細資料。
74°15′S 125°00′W / 74.250°S 125.000°W